# Populous (companie)
Populous, denumită anterior HOK Sport, este o companie de arhitectură specializată în proiectarea complexurilor sportive și centrelor de evenimente, conferințe și expoziții.
Firma are un rol dominant în proiectarea stadioanelor și arenelor sportive, realizând de-a lungul timpului proiecte pentru construcții de renume mondial, cum ar fi Yankee Stadium din New York, Stadionul Wembley din Londra, Stadionul Australia din Sydney, Wimbledon Centre Court, Target Field din Minneapolis, San Francisco's AT&T Park, arena United Center din Chicago, Busch Stadium din St. Louis, Great American Ball Park din Cincinnati, Heinz Field din Pittsburgh, Reliant Stadium din Houston, Stadionul Emirates, Philippine Arena din Manila, renovarea arenei Soccer City Stadium din Johannesburg pentru Campionatul Mondial de Fotbal 2010, Stadionul Olimpic din Londra pentru Olimpiada din 2012, Sun Life Stadium din Miami, Ascot Racecourse, Citi Field din New York, Estádio da Luz din Lisabona, Millennium Stadium din Cardiff și Arenele O2 din Londra, Berlin și Dublin.
Populous a activat anterior cu numele de ”HOK Sport Venue Event”, fiind parte a HOK Group. În ianuarie 2009 Populous a devenit companie independentă și în prezent este una din cele mai mari companii de arhitectură din lume.

## Oficii

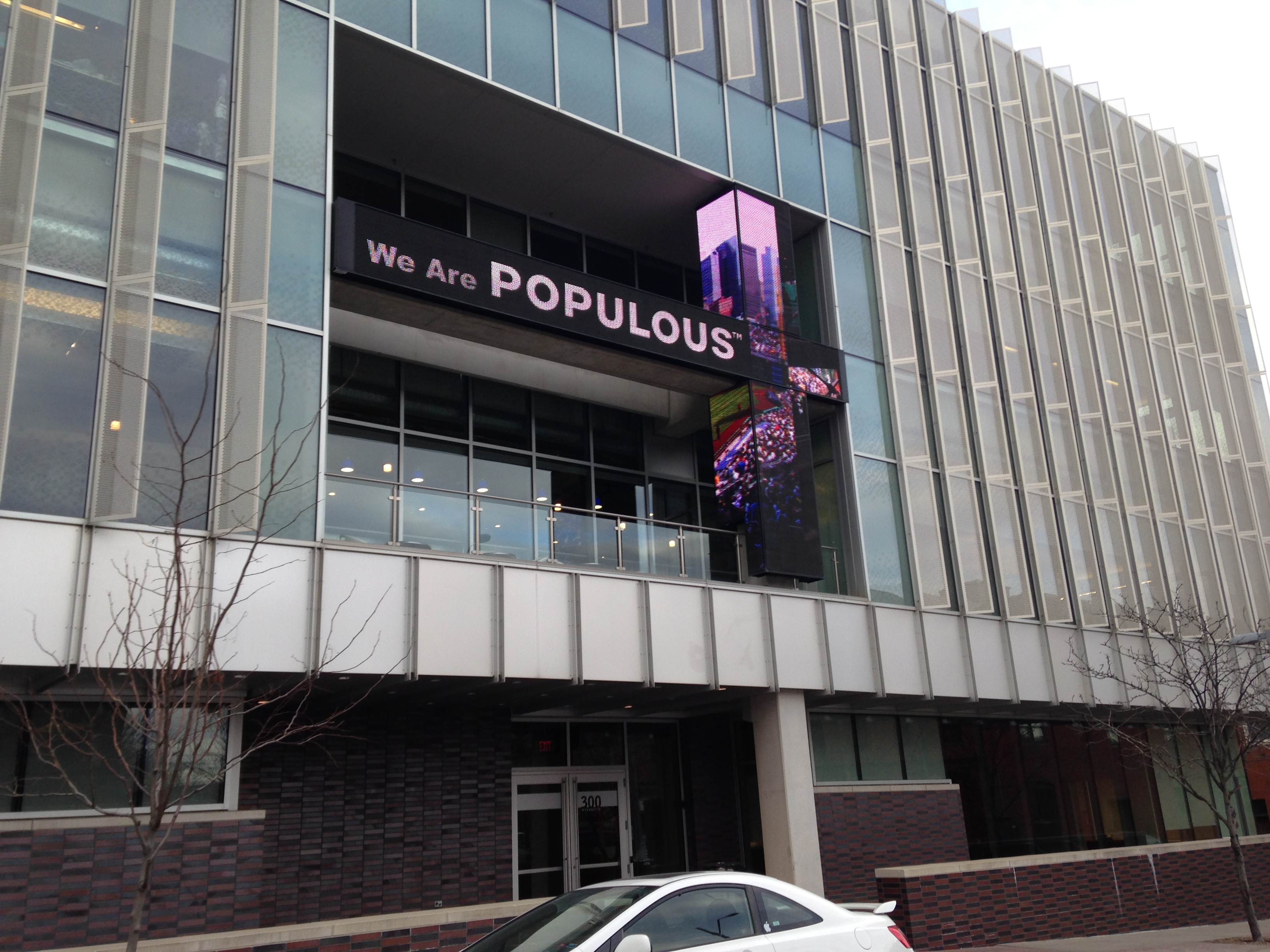
Sediul Populous din Kansas City, SUA

- Kansas City, Missouri, SUA
- Londra, Anglia, UK
- Boston, Massachusetts, SUA
- Brisbane, Queensland, Australia
- New York City, SUA
- San Francisco, SUA
- Denver, Colorado, SUA
- Knoxville, Tennessee, SUA
- Rio de Janeiro, Brazilia
- Auckland, Noua Zeelandă
- New Delhi, India
- Hong Kong, China

## Proiecte sportive

### Fotbal
- Reebok Stadium – Bolton, Anglia, UK – Bolton Wanderers F.C. (1997)
- Sir Bobby Robson Stand at Portman Road – Ipswich, Anglia, UK – Ipswich Town Football Club (2002)
- Estádio da Luz – Lisabona, Portugalia – S.L. Benfica (2003)
- Estádio Algarve – Loulé, Portugalia – S.C. Farense, Louletano D.C. (2004)
- Emirates Stadium – Londra, UK – Arsenal Football Club (2006)
- Sahlen's Stadium – Rochester, New York – Rochester Rhinos (2006)
- Stadium:mk – Milton Keynes, UK – Milton Keynes Dons F.C. (2007)
- Wembley Stadium – Londra, UK – Anglia (joint project with Foster and Partners) (2007)
- Dick's Sporting Goods Park – Commerce City, CO – Colorado Rapids (2007)
- FNB Stadium (formerly Soccer City) – Johannesburg, South Africa – South Africa (2009)
- Estadio Omnilife – Zapopan, Jalisco, Mexic – C.D. Guadalajara (2010)
- Fossetts Farm Stadium – Southend, UK – Southend United (2011)
- Sporting Park – Kansas City, KS – Sporting Kansas City (2011)
- Arena das Dunas – Natal, Brazil – América de Natal (2013)
- Friends Arena – Stockholm, Suedia – Echipa națională de fotbal a Suediei (2012)
- BBVA Compass Stadium – Houston, Texas – Houston Dynamo (2012)
- Stade des Lumières – Lyon, Franța – Olympique Lyonnais (2013)
- Kazan-arena – Kazan, Rusia – FC Rubin Kazan (2013)
- Estadio de Fútbol Monterrey – Monterrey, Nuevo León, Mexic – C.F. Monterrey (2014)
- Stade des Lumières – Décines, Franța – Olympique Lyonnais (2014)
- Orlando City Stadium – Orlando, Florida – Orlando City Soccer Club (2015)[4]
- City of Manchester Stadium expansion - Manchester, UK (2015)

### Fotbal australian
- Docklands Stadium, Melbourne, Victoria – Carlton Blues; Essendon Bombers; North Melbourne Kangaroos; St Kilda Saints; Western Bulldogs (2000)
- Kardinia Park, Geelong, Victoria – Geelong Cats (2010)
- Carrara Stadium, Gold Coast, Queensland – Gold Coast Suns (2011)
- Sydney Showground Stadium, Sydney, New South Wales – Greater Western Sydney Giants (2012)
- Perth Stadium, Perth, Western Australia – Fremantle Dockers; West Coast Eagles (2018)

### Fotbal american

#### NFL șiCollege football
- Sun Life Stadium, Miami Gardens, Florida – Miami Dolphins; University of Miami football; Orange Bowl; Super Bowl XXIII, XXIX, XXXVI, XLI și XLIV (1987)
- EverBank Field – Jacksonville Jaguars; Gator Bowl; Georgia vs. Florida football game; Super Bowl XXXIX (1995)
- Bank of America Stadium, Charlotte, North Carolina – Carolina Panthers; Meineke Car Care Bowl (1996)
- Raymond James Stadium, Tampa, Florida – Tampa Bay Buccaneers; University of South Florida football; Outback Bowl; Super Bowl XXXV și XLIII (1996)
- FedExField, Landover, Maryland – Washington Redskins (1997)
- M&T Bank Stadium, Baltimore, Maryland – Baltimore Ravens (1998)
- LP Field, Nashville, Tennessee – Tennessee Titans; Music City Bowl (1999)
- Cleveland Browns Stadium, Cleveland, Ohio – Cleveland Browns (1999)
- Heinz Field, Pittsburgh, Pennsylvania – Pittsburgh Steelers; University of Pittsburgh football (2001)
- Gillette Stadium, Foxborough, Massachusetts – New Anglia Patriots (2002)[5]
- Reliant Stadium, Houston, Texas – Houston Texans; Texas Bowl; Super Bowl XXXVIII (2002)
- University of Phoenix Stadium, Glendale, Arizona – Arizona Cardinals; Fiesta Bowl; Super Bowl XLII (2006)
- TCF Bank Stadium, Minneapolis, Minnesota – University of Minnesota Football (2009)
- McLane Stadium, Waco, Texas – Baylor University Football (2012)
- Kyle Field (redevelopment plan), College Station, Texas – Texas A&M Aggies football (2012)[6]
- Ralph Wilson Stadium (renovare), Orchard Park, New York - Buffalo Bills (2014)

#### Arena Football League
- Bradley Center, Milwaukee, Wisconsin – Milwaukee Iron (1988)
- Pepsi Center, Denver, Colorado – Colorado Crush
- Sprint Center, Kansas City, Missouri – Kansas City Brigade

### Baseball

#### Major League Baseball
- Sun Life Stadium – Miami Gardens, Florida – NFL Miami Dolphins, MLB Florida Marlins (1987)
- U.S. Cellular Field, Chicago, Illinois – Chicago White Sox (1991)
- Oriole Park at Camden Yards, Baltimore, Maryland – Baltimore Orioles (1992)
- Progressive Field, Cleveland, Ohio – Cleveland Indians (1994)
- Coors Field, Denver, Colorado – Colorado Rockies (1995)
- Angel Stadium of Anaheim, Anaheim, California (Renovation of Anaheim Stadium, joint project with Walt Disney Imagineering) – Los Angeles Angels of Anaheim (1998)
- Comerica Park, Detroit, Michigan – Detroit Tigers (2000)
- Minute Maid Park, Houston, Texas – Houston Astros (2000)
- AT&T Park, San Francisco, California – San Francisco Giants (2000)
- PNC Park, Pittsburgh, Pennsylvania – Pittsburgh Pirates (2001)
- Great American Ball Park, Cincinnati, Ohio – Cincinnati Reds (2003)
- Citizens Bank Park, Philadelphia, Pennsylvania (joint project with Ewing Cole Cherry Brott of Philadelphia) – Philadelphia Phillies (2004)
- Petco Park, San Diego, California – San Diego Padres (2004)
- Busch Stadium, St. Louis, Missouri – St. Louis Cardinals (2006)
- Nationals Park, Washington, D.C. – Washington Nationals (2008)
- Citi Field, Willets Point-Flushing, Queens, New York – New York Mets (2009)
- Yankee Stadium, Bronx, New York – New York Yankees (2009)
- Target Field, Minneapolis, Minnesota – Minnesota Twins (2010)
- Marlins Park, Miami, Florida – Miami Marlins (2012)
- New Atlanta Braves stadium, Atlanta, Georgia – Atlanta Braves (2017)

#### Minor league baseball
- Stanley Coveleski Regional Stadium, South Bend, Indiana – A South Bend Silver Hawks (1987)
- Metro Bank Park, Harrisburg, Pennsylvania – AA Harrisburg Senators (1987)
- Coca-Cola Field, Buffalo, New York – AAA Buffalo Bisons (1988)
- Harbor Park, Norfolk, Virginia – AAA Norfolk Tides (1993)
- Smith's Ballpark, Salt Lake City, Utah – AAA Salt Lake Bees (1994)
- Durham Bulls Athletic Park, Durham, North Carolina – AAA Durham Bulls (1995)
- Victory Field, Indianapolis, Indiana – AAA Indianapolis Indians (1996)
- Clear Channel Stadium, Lancaster, California – A Lancaster JetHawks (1996)
- Arrowhead Credit Union Park, San Bernardino, California – A Inland Empire 66ers of San Bernardino (1997)
- Joseph P. Riley, Jr. Park, Charleston, South Carolina – A Charleston RiverDogs (1997)
- LeLacheur Park, Lowell, Massachusetts – A Lowell Spinners (1998)
- Chukchansi Park, Fresno, California – AAA Fresno Grizzlies (2002)
- Baseball Grounds of Jacksonville, Jacksonville, Florida – AA Jacksonville Suns (2003)
- Bright House Field, Clearwater, Florida – A Clearwater Threshers (2004)
- Trustmark Park, Pearl, Mississippi – AA Mississippi Braves (2005)
- Dow Diamond, Midland, Michigan – A Great Lakes Loons (2007)
- Arvest Ballpark, Springdale, Arkansas – AA Northwest Arkansas Naturals (2008)
- Coca-Cola Park, Allentown, Pennsylvania – AAA Lehigh Valley IronPigs (2008)
- Parkview Field, Fort Wayne, Indiana – A Fort Wayne TinCaps (2009)
- ONEOK Field, Tulsa, Oklahoma- AA Tulsa Drillers (2010)
- Alliance Bank Stadium, Syracuse, NY AAA Syracuse Chiefs (1997)
- Community Maritime Park, Pensacola, FL AA Pensacola Blue Wahoos (2012)

#### College baseball
- Baum Stadium, Fayetteville, Arkansas – Arkansas Razorbacks (1996)
- Ray Fisher Stadium Renovation – Wilpon Baseball and Softball Complex, Ann Arbor, Michigan – Michigan Wolverines (2008)
- Bryson Field at Boshamer Stadium, Chapel Hill, North Carolina – North Carolina Tar Heels (2009)
- Carolina Stadium, Columbia, South Carolina – University of South Carolina Gamecocks (2009)

### Baschet

#### NBA
- BMO Harris Bradley Center, Milwaukee, Wisconsin – Milwaukee Bucks (1988)
- United Center, Chicago, Illinois – Chicago Bulls (1995)
- Pepsi Center, Denver, Colorado – Denver Nuggets (1999)
- Philips Arena, Atlanta, Georgia – Atlanta Hawks (1999)
- Air Canada Centre, Toronto, Ontario, Canada – Toronto Raptors (1999)
- Toyota Center, Houston, Texas – Houston Rockets (2003)
- Prudential Center, Newark, New Jersey – New Jersey Nets (2007)
- Amway Center, Orlando, Florida – Orlando Magic (2010)

#### WNBA
- Toyota Center, Houston, Texas – Houston Comets (2003)

#### College Basketball
- BMO Harris Bradley Center, Milwaukee, Wisconsin – Marquette Golden Eagles (1988)
- Kohl Center, Madison, Wisconsin – Wisconsin Badgers (1998)
- UCF Arena – Orlando, Florida – UCF Knights (2007)
- KFC Yum! Center – Louisville, Kentucky – Louisville Cardinals (2010)

### Hochei pe gheață

#### NHL
- Honda Center – Anaheim, California – Anaheim Ducks (1993)
- United Center – Chicago, Illinois – Chicago Blackhawks (1995)
- Bridgestone Arena – Nashville, Tennessee – Nashville Predators (1996)
- Air Canada Centre – Toronto, Ontario, Canada – Toronto Maple Leafs (1999)
- Pepsi Center – Denver, Colorado – Colorado Avalanche (1999)
- Xcel Energy Center – St. Paul, Minnesota – Minnesota Wild (2000)
- Jobing.com Arena – Glendale, Arizona – Phoenix Coyotes (2003)
- Prudential Center – Newark, New Jersey – New Jersey Devils (2007)
- Consol Energy Center – Pittsburgh, Pennsylvania – Pittsburgh Penguins (2010)

#### AHL
- BMO Harris Bradley Center, Milwaukee, Wisconsin – Milwaukee Admirals (1988)
- GIANT Center – Hershey, Pennsylvania – Hershey Bears (2002)
- Toyota Center – Houston, Texas – Houston Aeros (2003–2013)
- Verizon Wireless Arena, Manchester, New Hampshire – Manchester Monarchs (2001)
- Wells Fargo Arena at the Iowa Events Center, Des Moines, Iowa – Iowa Wild (2013–14 season)

#### ECHL
- The E Center – West Valley City, Utah – Utah Grizzlies, 2002 Winter Olympics (1997)

#### CHL
- Ford Center – Evansville, Indiana – Evansville IceMen (2011)

### Rugby League
- Suncorp Stadium – Brisbane, Queensland, Australia – NRL Brisbane Broncos (2003)
- Skilled Park – Gold Coast, Queensland, Australia – NRL Gold Coast Titans (2008)

### Lacrosse
- Xcel Energy Center – St. Paul, Minnesota – NLL Minnesota Swarm (2000)
- Jobing.com Arena – Glendale, Arizona – NLL Arizona Sting (2003)

### Multifuncționale
- Tropicana Field – St. Petersburg, Florida (joint project with Lescher & Mahoney Sports(Tampa) & Criswell, Blizzard & Blouin Architects (St. Pete) (1990)
- Ervin J. Nutter Center – Fairborn, Ohio – NCAA Wright State Raiders (1990)
- Alamodome – San Antonio, Texas (1993)
- Hong Kong Stadium – So Kon Po, Hong Kong (1994)
- Manchester Velodrome – Manchester, Anglia, UK (1994)
- University of Houston Athletics and Alumni Center – Houston, Texas (1995)
- The O2, Londra, UK (Formerly the Millennium Dome)
- ANZ Stadium – Sydney, New South Wales, Australia – 2000 Summer Olympics (1999)
- Millennium Stadium – Cardiff, UK – Wales football team și Wales rugby union team (1999)
- Pennsylvania State University Training Facility – University Park, Pennsylvania (1999)
- Westpac Stadium Wellington, New Zealand (2000)
- Verizon Wireless Arena, Manchester, NH (2001)
- Croke Park – Dublin, Irlanda – Gaelic Athletic Association (2004)
- Nanjing Olympic Sports Center – Nanjing, China (2004)
- Mizzou Arena – Columbia, Missouri – NCAA Missouri Tigers (2005)
- UCF Arena – Orlando, Florida (2007)
- Queensland Tennis Centre – Tennyson, Queensland, Australia (2009)
- Aviva Stadium – Dublin, Irlanda – Echipa națională de rugby a Irlandei și Echipa națională de fotbal a Irlandei (proiect comun cu Scott Tallon Walker) (2010)
- Birmingham-Jefferson Convention Complex Multi-purpose facility (Convention space/Stadium) – Birmingham, Alabama {In design stages} (Ground-breaking held 9/21/2009)
- Ravenscraig Regional Sports Facility – Motherwell, Scoția, UK (2010)
- Forsyth Barr Stadium – Dunedin, Noua Zeelandă (2011)
- Ford Center – Evansville, Indiana – Used for Professional Ice Hockey, College Basketball, and Music Concerts. Completed: 2011.
- First Direct Arena – Leeds, United Kingdom – arenă multi-funcțională (2013)
- Philippine Arena –  Bulacan, North of Metro Manila, Filipine – arenă multi-funcțională, plenary hall for Iglesia Ni Cristo (Church of Christ) Centennial Project – a 50,000 seating capacity (proposed completion 2014; and when completed, this will be the biggest theater, dome arena and indoor stadium in the world.)
- HARBORcenter – Buffalo, New York – în construcție (est. completion May, 2015)
- Perth Stadium – Perth, Western Australia (architectural consultants – proposed completion 2018)

## Alte proiecte

### Centre civice și de convenție
- Phoenix Convention Center – Phoenix, Arizona, SUA (2008)
- Grand River Event Center – Dubuque, Iowa, SUA (2003)
- Iowa Events Center – Des Moines, Iowa, SUA (2005)
- Peoria Civic Center Expansion – Peoria, Illinois, SUA (2007)

## Proiecte pentru evenimente

### Olimpiade
- Jocurile Olimpice de vară din 1996 — Atlanta, Georgia, SUA
- Jocurile Olimpice de vară din 2000 — Sydney, NSW, Australia
- Jocurile Olimpice de iarnă din 2002 — Salt Lake City, Utah, SUA
- Jocurile Olimpice de vară din 2004 — Atena, Grecia
- Jocurile Olimpice de iarnă din 2006 — Torino, Italia
- Jocurile Olimpice de vară din 2008 — Beijing, China
- Jocurile Olimpice de iarnă din 2010 — Vancouver, BC, Canada
- Jocurile Olimpice de vară din 2012 — Londra, Anglia, UK
- Jocurile Olimpice de iarnă din 2014 — Soci, Rusia
- Jocurile Olimpice de vară din 2016 — Chicago, Illinois, SUA (Candidatură; pierdută în favoarea celei din Rio de Janeiro, Brazilia)

### National Football League
(Evenimente selecte)
- 1983 – Super Bowl XVII – Pasadena, California
- 1986 – Super Bowl XX – New Orleans, Louisiana
- 1990–1992 – NFL American Bowl – Berlin, Germania
- 1994 – Super Bowl XXVIII – Atlanta, Georgia
- 2002–2007 – NFL Pro Bowl – Honolulu, Hawaii
- 2004 – Super Bowl XXXVIII Houston, Texas
- 2005 – Super Bowl XXXIX – Jacksonville, Florida
- 2006 – Super Bowl XL – Detroit, Michigan
- 2007 – Super Bowl XLI – Miami Gardens, Florida
- 2008 – Super Bowl XLII – Glendale, Arizona
- 2009 – Super Bowl XLIII – Tampa, Florida
- 2010 – Super Bowl XLIV – Miami Florida

### Major League Baseball
Major League Baseball All-Star Game
- 1993 – Baltimore, Maryland
- 1997 – Cleveland, Ohio
- 1999 – Boston, Massachusetts
- 2000 – Atlanta, Georgia
- 2001 – Seattle, Washington
- 2002 – Milwaukee, Wisconsin
- 2003 – Chicago, Illinois
- 2004 – Houston, Texas
- 2005 – Detroit, Michigan
- 2006 – Pittsburgh, Pennsylvania
- 2007 – San Francisco, California
- 2009 – St. Louis, Missouri
- 2013 – Queens, New York City, New York
- 2014 – Minneapolis, Minnesota

### Evenimente fotbalistice
(Evenimente selecte)
- 1986 – FIFA/UNICEF World All Star Game – Los Angeles, California, SUA
- 1994 – Campionatul Mondial de Fotbal 1994 – 9 orașe din SUA
- 1996 – Major League Soccer Inaugural Game – San Jose, California, SUA
- 1998 – Campionatul Mondial de Fotbal – Toulouse, Franța
- 2002 – Campionatul Mondial de Fotbal – Coreea de Sud/Japonia

### Alte evenimente
(Evenimente selecte)
- 1986 – NBA All Star Game – Indianapolis, Indiana, SUA
- 1996 – Democratic National Convention – Chicago, Illinois, SUA
- 1998 – NCAA Basketball Women's Final Four – Kansas City, Missouri, SUA
- 1999 – Rugby World Cup – Cardiff, Wales, UK
- 2002 – Modern Pentathlon World Championships – Stanford, California, SUA
- 2004 – The Main Street Event – Houston, Texas, SUA
- 2005 – US Women's Open Golf – Denver, Colorado, SUA
- 2005 – Daytona 500, Master Plan – Daytona, Florida, SUA
- 2007 – Breeders' Cup, Oceanport, New Jersey, SUA